# 莫尔特克
莫尔特克（Moltke），又译为毛奇，是德国和斯堪的纳维亚的一个贵族家族，最初源自梅克伦堡，可以指下列人物。
- 亚当·威廉·莫尔特克，丹麦首相
- 赫尔穆特·卡尔·贝恩哈特·冯·毛奇（老毛奇，1800年—1891年），普鲁士及后来德国的参谋总长（1857—1888年）
- 赫尔穆特·约翰内斯·路德维希·冯·毛奇（小毛奇，1848年—1916年），德国参谋部长（1906—1914年）
- 赫尔穆特·詹姆斯·冯·毛奇（1907年—1945年），老毛奇的侄孙，德国法学家和律师，曾在1944年参与刺杀希特勒